# 神鵰俠侶
《神鵰俠侶》是金庸創作的武俠小說，為「射鵰三部曲」的第二部。《神鵰俠侶》在描寫情感方面為金庸作品中著墨最多、最深入的一部，被讀者稱為「情書」，也曾多次被改編為影視作品、動畫、漫畫和廣播劇。

## 版本
1959年5月20日於香港《明報》創刊號上發表。連載約三年。定本共40回，回目標題都是四字。1994年于生活·讀書·新知三聯書店出版，稱為三聯版。台湾遠流出版事業公司于2003年出版经金庸修订后的世紀新修版《神鵰俠侶》，新旧版本比较，故事主要情节没有变化，作者对书中的某些细节进行了修改（如小龍女不再如此冷若冰霜），並顧及歷史人物形象，把个别历史上曾有的真实人名改为虛構姓名（如尹志平改為甄志丙）。2008年，于廣州出版社出版新修版。

## 背景設定
時間是在南宋理宗端平三年至開慶元年（1236年至1259年，新修版中華山祭西毒北丐推遲至襄陽大戰翌年清明，故為1260年），開始於《射鵰英雄傳》劇情結束後十數年，結束在《倚天屠龍記》主要劇情開始（張三丰九十壽辰）的77年前。出場的真實歷史人物包括忽必烈、全真七子、王重陽、段智興、呂文德（新修版中為呂文煥）、蒙哥、耶律楚材等。設定中的中原武林焦點在與侵略南宋的蒙古軍、蒙古武林人士的對抗，同時著重描寫主角（楊過）為了自身的感情與社會禮法習俗的對抗過程。
金庸各作品大多或多或少有前後關係，《神鵰俠侶》、《射鵰英雄傳》與《倚天屠龍記》背景關係尤深，被合稱為「射鵰三部曲」。
《射鵰英雄傳》主角郭靖、黃蓉在《神雕俠侶》中已結為連理，同為當世舉足輕重的武林領袖。黃蓉在《射鵰》臨危受命擔任江湖第一大幫丐幫幫主至《神鵰》的大勝關武林大會時，卸任前後持續協助郭靖領導襄陽城軍民對抗蒙古軍侵略。《神鵰》主角楊過在《射鵰》結束前剛出生，由郭靖起的名（新修版中改為黃蓉替其起名）。《神鵰》主要角色郭芙、武氏兄弟（武修文、武敦儒）亦為郭、黃夫妻與《射鵰》裡武三通之子女，全真諸子、天下五绝等人物在兩作品亦同有重要戲份。相對的《神鵰》與《倚天》背景時間間隔久遠，關係較淺。《神鵰》末尾出場的張君寶在《倚天》開創武當派，號張三丰，有重要戲份。郭、黃夫妻小女兒郭襄開創的峨嵋派在《倚天》扮演吃重角色。《神鵰》主角楊、龍後人「黃衫女子」在《倚天》末尾驚鴻一瞥般出場與離場，留給讀者無限遐想。
武學方面。楊過所學武功除古墓派武學、玄鐵劍法與自創武學外皆在《射鵰英雄傳》出現過。《神鵰俠侶》末尾出現的《九陽真經》啟發《倚天屠龍記》中少林、武當、峨嵋三派武學。並成為主角主要武學之一。而在《射鵰》、《神鵰》裡扮演重要角色的《九陰真經》中的武學也在《倚天》末尾再度悄然出世。

## 情節
南宋理宗年間，外號「赤練仙子」的李莫愁因心儀男子陸展元與何沅君相戀，遷怒於陸展元弟陸立鼎，將陸立鼎夫婦殺害，並擄去他們的女兒陸無雙。四處流浪的江南少年楊過剛巧路過，因拾起李莫愁獨門暗器「冰魄銀針」而中毒。武林五絕高手之一「西毒」歐陽鋒與楊過相遇，收他為義子並傳授楊過武功（蛤蟆功及逆練九陰真經），並教他迫出毒性的方法。
稍後，楊過被亡父楊康生前的結義兄弟、江湖上有名的大俠郭靖及其妻子——丐幫幫主黃蓉尋獲，二人替楊過解毒，亦得悉他就是楊康與穆念慈之子。原來楊過十一歲時生母穆念慈染病身亡。郭靖打算帶楊過往桃花島以傳他武功，但黃蓉念及楊過生父楊康生前的所作所為，只教楊過讀書而不教武功，望其受儒家經典陶冶。但楊過則以為黃蓉偏心，加上被郭靖與黃蓉之女郭芙及同年的武氏兄弟挑釁辱罵，結果他與武氏兄弟發生打鬥，並以蛤蟆功把武修文弄至重傷，因而被郭靖送到全真教學武以及修心養性。然而楊過師父趙志敬得不到楊過的奉承，心中不忿，不但不傳武功，還要他在教中吃盡苦頭。一次趙志敬迫未獲傳授武功的楊過與師兄鹿清篤比武，楊過捱打，忍無可忍，最後逃出全真教，被生活在終南山後活死人墓中的小龍女收留為徒。師徒二人在墓中一起練武、一起長大，漸生情愫。
數年後，楊過與小龍女在終南山後山修練《玉女心經》，被趙志敬和另外一個全真教道士甄志丙（舊版為尹志平）撞破，小龍女被騷擾下受內傷，甄志丙則迷戀小龍女美色。小龍女師姊李莫愁突現身古墓，迫小龍女交出古墓派武功秘笈《玉女心經》，小龍女啟動古墓內的機關與楊過逃離古墓。楊過小龍女逃離古墓後，在終南山山谷居住，卻遇上歐陽鋒。歐陽鋒不欲小龍女得知教授楊過的武功，將小龍女點穴。怎料甄志丙剛巧來到，將不能動彈的小龍女玷污，小龍女誤為楊過所為。對返回的楊過表達願結連理，然而楊過的回答不知所云，小龍女憤而離開終南山。楊過懵然無知，四處尋找小龍女，在尋找的過程中恍然明白小龍女對自己的愛意。楊過尋找小龍女期間認識了逃避李莫愁的陸無雙，耶律楚材之子耶律齊及意圖行刺耶律齊的金國皇族後裔完顏萍。後來楊過在華山遇上「北丐」洪七公，歐陽鋒亦在華山出現，楊過目睹兩大高手相鬥而亡。
後來中原群雄在大散關陸家莊召開聯合對抗蒙古侵略的英雄大會，楊過前往陸家莊希望取得小龍女的消息，卻與郭靖黃蓉及一群全真教道士相遇，郭靖黃蓉始知楊過已離開全真教多年。小龍女亦在此時來到陸家莊，與楊過相聚。蒙古帝國高手金輪國師（舊版為金輪法王）帶領霍都及達爾巴兩徒兒前來英雄大會挑戰。雙方三局兩勝的比試中，霍都用奸計打敗朱子柳，關鍵時刻，小龍女和楊過偶然捲入紛爭，二人合力使用玉女素心劍助郭靖打敗金輪國師。郭靖佩服及感謝小龍女、楊過二人，並打算將女兒郭芙許配給楊過。楊過不肯，堅持娶小龍女為妻。但師徒通婚違背當時禮教，二人的愛情不能為世俗所容。二人離開陸家莊後，又與擄走郭芙的金輪國師，以及前來拯救郭芙的黃蓉及武氏兄弟相遇，楊過及小龍女再打敗金輪國師救出郭芙。之後小龍女卻受黃蓉所勸，希望楊過能夠被郭靖等人接受，黯然離去。小龍女離開後，楊過、黃蓉、郭芙與武氏兄弟再遇見金輪國師，黃蓉及楊過智勝金輪國師，更得「東邪」黃藥師關門弟子、陸無雙的表姐程英相助，得以脫險。
楊過被程英所救後，得悉陸無雙逃避李莫愁，與程英一起，之後楊過認識了黃藥師及黃藥師弟子曲靈風之女曲傻姑，楊過與黃藥師一見如故，李莫愁追蹤陸無雙至此，黃藥師教授楊過武功破解李莫愁的招數，楊過之後聯同黃藥師徒弟馮默風，將李莫愁擊退。後來楊過從傻姑口中得知，郭靖黃蓉夫婦與他父親楊康的死，有莫大關係，更懷疑他們是殺父仇人。楊過一怒之下前往投靠金輪國師的主子——蒙古親王忽必烈。楊過在忽必烈軍旅中，除了見到金輪國師等六個蒙古旗下高手，亦碰上誤入軍營的周伯通。周伯通在軍營搗亂後，卻在營外被一群綠衣人佈下的漁網陣所捕，楊過與忽必烈旗下眾高手跟隨綠衣人進入一山谷中，並認識谷主的女兒公孫綠萼。原來此山谷名為絕情谷，谷主公孫止的祖先早在唐代安史之亂時避亂遷入此谷隱居，因周伯通早前入谷搗亂，才派人將他捕捉以追究其劣行。
後來周伯通再次逃逸，但楊過卻在絕情谷中見到小龍女，但小龍女否認身份，只道她是公孫止谷主的未過門的妻子。原來小龍女離開楊過後，一次練功時走火入魔，幸得公孫止所救。公孫止帶小龍女入絕情谷中，打算娶她為妻。楊過不斷追問小龍女的身份，惹怒了公孫止。公孫止命屬下佈下漁網陣將楊過捉住，小龍女始向楊過承認其身份，並決心與楊過同死，也不會下嫁給公孫止。公孫止施生平絕技攻擊楊過，小龍女與楊過以玉女素心劍迎擊，但原來早前二人不慎被絕情谷內獨有的情花刺傷，此時動情毒發，結果被公孫止打敗被擒。公孫止以娶小龍女為妻作救治楊過的條件。後來公孫綠萼卻救出楊過，但偷取情花毒解藥絕情丹失敗，公孫止欲按谷規殺死公孫綠萼，楊過出手相救，與公孫綠萼墜地底深潭中。
楊過與公孫綠萼在深潭中的石窟發現一手腳俱廢的老婦，原來是公孫止的妻子，亦是公孫綠萼的母親裘千尺。當年裘千尺悉破公孫止與婢女的私情，迫公孫止殺害婢女，公孫止之後報復，將裘千尺手腳筋挑斷後困她在地底石窟中，裘千尺十多年靠石窟中棗樹的果子維生，亦練到以內力吐出棗核的功夫。楊過及公孫綠萼後來帶同裘千尺返回地面，並協助她打敗公孫止。但裘千尺得知兄長裘千丈被郭靖黃蓉害死，要求楊過小龍女二人取郭黃二人人頭回絕情谷，才肯給予楊過絕情丹解情花之毒。楊過稱郭靖黃蓉本是他殺父仇人，欣然答應裘千尺的要求。
楊過、小龍女，以及一眾蒙古旗下高手離開絕情谷返回忽必烈軍營，得悉郭靖黃蓉夫婦率領中原武林群雄助宋軍守衛襄陽城，楊過答應忽必烈會潛入襄陽城暗殺郭靖，並為蒙古的內應。楊過與小龍女來到襄陽城，郭靖不計前嫌歡迎二人前來協助抗蒙，楊過多次想落手殺害郭靖，但卻被郭靖的仁義行徑所動而無法落手。武氏兄弟被忽必烈所俘，楊過陪同郭靖前往忽必烈軍旅中談判，忽必烈旗下高手圍攻郭靖，楊過在危急關頭決定協助郭靖逃走，二人雖逃回襄陽，郭靖已身受重傷。金輪國師等高手見郭靖身受重傷，而楊過已反悔不殺郭靖，故潛入襄陽城欲殺害郭靖。此時，身懷六甲的黃蓉作動生產，楊過、小龍女合力保護郭靖夫婦。黃蓉產下龍鳳胎，金輪國師欲搶走剛出生的女嬰郭襄作人質，楊過小龍女拚命保護郭襄。混亂中，女嬰郭襄落入剛來到襄陽的李莫愁手中，李莫愁誤以為郭襄是楊過與小龍女所生的女兒，一方面不肯交回郭襄予楊過，另方面卻與楊過聯手對付欲搶走郭襄的金輪國師等蒙古高手。混亂中，小龍女與楊過走散了，楊過緊隨擄走了郭襄的李莫愁，遇上因郭芙而大動干戈的武氏兄弟，及他們父親武三通。楊過為平息武氏兄弟衝突，向他們訛稱郭靖黃蓉已許配郭芙給他，令他們對郭芙死心，武氏兄弟最終和解，並與楊過及父親武三通合力擊退李莫愁，但李莫愁仍擄郭襄而去，而楊過認為自己身中情花毒命不久矣，替身中李莫愁冰魄銀針的武氏兄弟吸走毒血，毒發昏迷，被武三通及朱子柳救回襄陽。武三通師叔天竺神僧為楊過診斷後，認為楊過吸取毒血反而出現以毒攻毒的效果，令楊過延遲毒發。天竺神僧決定親自去絕情谷了解情花毒性，再找治療楊過之法。
郭芙見楊過等返回襄陽後，得知妹妹郭襄被李莫愁所擄，又從武氏兄弟得知楊過聲稱父母已將自己許配給他，使武氏兄弟決定與她疏遠。郭芙憤然走去找楊過對質，二人言語衝突以致動手，郭芙憤怒中抓起楊過從絕情谷帶來的寶劍「淑女劍」，將楊過右臂斬斷。受了重傷的楊過逃離郭府，後得一大鵰所救。神鵰帶楊過到武林前輩高手獨孤求敗的石墳處，楊過在那裡一面養傷，一面在神鵰幫助下練成獨孤求敗的武功。數日後楊過傷癒，潛回襄陽，見郭靖欲斬下郭芙右臂作為對楊過的補償，黃蓉救走郭芙，並護送她離開襄陽前往桃花島，途中卻遇上攜著郭襄的李莫愁。黃蓉得知李莫愁不知手上女嬰是自己的女兒，於是用計令李莫愁離開郭襄，豈料郭襄被一直跟蹤黃蓉的楊過抱走，並帶往終南山古墓。
小龍女與楊過走散後，最終找到楊過蹤影，卻剛巧偷聽到楊過向武氏兄弟訛稱郭靖黃蓉已許配郭芙給他，小龍女信以為真，失望地離開。之後小龍女偷聽到趙志敬以污辱小龍女的事，威脅甄志丙交出全真掌門之位，始知當日被甄志丙污辱。絕望的小龍女拋下楊過，獨自追殺趙志敬及甄志丙。趙甄二人逃避小龍女途中遇見金輪國師率領的一隊蒙古軍。原來蒙古派兵去對付全真教。趙志敬希望借蒙古人之力登上全真教掌門，與金輪國師勾結，並設局毒害周伯通，周伯通反被小龍女所救。小龍女更從周伯通處學會左右互搏之技。
小龍女救出周伯通後，繼續追蹤甄志丙及趙志敬至終南山。全真五子正在閉關練功，趙志敬成功迫甄志丙讓出掌門予他，但趙志敬接受蒙古人敕封，引起全真教內鬨，金輪國師領眾高手及蒙古兵攻入重陽宮，將甄志丙擒下並打算殺死，但一直在旁不干涉的小龍女欲親手殺死甄志丙，故出手阻止眾蒙古高手，與金輪國師等眾高手激戰，在旁的甄志丙為救小龍女殺入戰團，被小龍女的配劍誤傷。剛巧全真五子破關而出，以為小龍女傷害愛徒，攻擊小龍女，小龍女被蒙古高手及全真五子夾擊下身受重傷。而楊過返回終南山古墓時發覺重陽宮有變，將郭襄安置在古墓後前往重陽宮，將金輪國師等高手用獨孤求敗遺下的玄鐵重劍打敗，此時甄志丙向全真五子道明曾玷污小龍女之事，之後自盡。楊過與小龍女不顧全真教的顏面，於重陽宮王重陽的畫像前拜堂成親，之後返回古墓。楊過在古墓中與小龍女療傷，而黃蓉、郭芙及武三通父子等人來到終南山，借助李莫愁引領下進入古墓，李莫愁進古墓後卻暗算眾人，郭芙拾起李莫愁遺下的冰魄銀針打算伏擊李莫愁，卻誤傷正在運功療傷的小龍女，冰魄銀針之毒因此進入小龍女五臟六腑，無藥可解。
楊過一怒之下，帶同小龍女及郭襄離開古墓，卻遇上一燈大師及其徒弟慈恩。原來一燈收到弟子朱子柳的書信，得知楊過身中情花毒之事，而慈恩出家前為鐵掌幫幫主裘千仞，是絕情谷主裘千尺的兄長，慈恩希望能勸服裘千尺交出情花毒解藥。楊過夫婦與一燈師徒四人來到絕情谷，發現周伯通、黃蓉、郭芙、耶律齊、程英、陸無雙等人，以及李莫愁師徒亦先後來到絕情谷。楊過將郭襄交還黃蓉，黃蓉與慈恩則前去與裘千尺交涉，要求她交出絕情丹。另外，早前進入絕情谷了解情花毒性的天竺神僧，主動被情花刺傷後中毒昏迷。李莫愁亦誤墜情花陣，雖犧牲徒弟洪淩波性命而逃脫，但已身中情花毒。
黃蓉與慈恩等面見裘千尺，裘千尺煽動慈恩向黃蓉報殺兄之仇，慈恩失去理智，搶去郭襄打算將她殺死，但黃蓉即時裝成憶子成狂的瑛姑，令慈恩憶起當年殺死瑛姑初生嬰兒的惡事，最後放棄報復。裘千尺之後要求黃蓉不許閃避下，硬接她吐出的三口棗釘，作為交出絕情丹的條件，黃蓉憑機智及武功，順利接下三口棗釘而毫無損傷。然而，被逐出絕情谷的公孫止竟與李莫愁勾結，並成功奪取絕情丹。雖然小龍女後來打敗公孫止奪回絕情丹，但楊過得知昏後醒來的天竺神僧已被李莫愁所殺，世間已沒有人能治好小龍女，他不願獨自偷生，將絕情丹拋下絕情谷底。李莫愁被眾人所擒，之後不能忍受情花毒發而自焚身亡，公孫止與裘千尺最後亦同歸於盡。
黃蓉推論天竺神僧死前已認為斷腸草是情花毒的解藥，她不知小龍女之毒無人可解，故道出此事，希望小龍女勸楊過服用。小龍女用劍在石崖上刻上「十六年後，在此相會，夫妻情深，勿失信約」十六字，之後不辭而別。黃蓉此時始知小龍女命不久矣之事，只能向楊過訛稱，小龍女被神人南海神尼收為徒弟，她身上的毒定能解除，但南海神尼逢十六年才來中土一次，故小龍女必須十六年後才能與楊過相見。楊過半信半疑下，決定服下斷腸草，結果成功解除情花毒，並等待十六年後與小龍女相見。
十六年間，楊過帶著神鵰到處行俠仗義，成為人所共知的「神鵰俠」，而郭襄亦長成亭亭玉立的少女。十六年後，郭襄與姊郭芙及弟郭破虜北上晉陽邀請丘處機出席襄陽英雄大會，回程時途經風陵渡口，郭襄在客店聽到眾客人談及「神鵰俠」的事跡，十分嚮往，不顧家人與風雪，跟隨西山一窟鬼去見神鵰俠，目睹楊過化解西山一窟鬼及萬獸山莊史氏兄弟的糾紛，後來更跟隨他前往瑛姑隱居的黑龍潭，捕捉能治癒史家老三的九尾靈狐，卻在黑龍潭見到瑛姑與一燈、慈恩，以及周伯通數十年的恩怨情仇得到化解。楊過得到瑛姑送贈靈狐，治癒史家老三的病，之後與郭襄出席史氏兄弟的感謝筵席，此時郭芙硬闖萬獸山莊要尋回郭襄，楊過始知郭襄的身份。臨別時，楊過給予郭襄三枚金針，表示會完成她三個心願。郭襄立即提出第一個心願，要一直帶上面具的楊過給她看真面目。楊過給他真面目郭襄看後，郭襄提出第二個心願，要楊過在今年她十六歲生日那天來襄陽與她見面，而郭襄尚未想到第三個心願。
郭襄回到襄陽時，郭靖黃蓉夫婦正籌備抗蒙英雄大會，而英雄大會的日期正是郭襄十六歲生辰當日。丐幫幫主魯有腳被殺，郭襄在城郊拜祭魯有腳時，與郭芙一同被蒙古旗下高手尼摩星襲擊，一神秘高手將尼摩星殺死救回郭氏姊妹。此後，黃蓉發現一批隱世武林高手紛紛到郭襄房間向她賀壽，推斷是楊過所邀而來，一度擔心楊過會對郭襄不利。原來楊過以為郭襄祝壽為名，發動江湖友好殲滅蒙古南侵的先頭部隊，再毀蒙古軍前線的糧倉及火藥庫，還揭破金輪國師逆徒霍都殺死魯有腳以奪丐幫幫主之位的陰謀，最後楊過親自現身襄陽與郭靖等人見面，而黃藥師此時亦來到襄陽，楊過與黃藥師一老一少前去聚舊，而楊過亦從他口中得知，南海神尼的故事只是黃蓉杜撰出來。後來楊過來到父親楊康喪命之地鐵槍廟，從郭靖師父柯鎮惡口中得知父親楊康生前的惡行，及死亡原因。
楊過與黃藥師離開後，黃蓉向郭襄講述郭楊兩家三代的恩怨，並表示南海神尼收小龍女為徒之事，只是自己為令楊過求生而杜撰出來的，現十六年之約將屆，黃蓉恐楊過等待不到小龍女，不知會作出什麼反應，故勸郭襄不要再接觸楊過。但郭襄卻恐怕楊過見不到小龍女會自尋短見，想起楊過尚未達成她第三個心願，便前去找楊過，說出她第三個心願是要楊過不能尋死。郭襄離開襄陽後，卻被金輪國師所擒獲。
金輪國師賞識郭襄之聰慧及善良的性格，收郭襄為徒，傳授部分心法。郭襄卻揶揄金輪國師武功不及楊過，使金輪國師帶郭襄往絕情谷找楊過比試。楊過在約定之日在絕情谷見不到小龍女蹤影，認定小龍女十六年前已死，悲憤下從懸崖躍下谷底，此時郭襄與金輪國師來到絕情谷，郭襄目睹楊過跳崖，也跟著躍下懸崖。此時黃蓉、周伯通、瑛姑、程英、陸無雙以及黃藥師等人為尋找郭襄及楊過來到絕情谷，得知楊過及郭襄已墜谷底，眾人合力制服金輪國師。黃蓉的雌雄大鵰將郭襄從谷底運回崖上，始知郭襄和楊過無恙，原來谷底是深潭，楊過、郭襄墜入潭水中無恙。眾人合力爬入谷底卻不見楊過，而留在崖上的郭襄卻被金輪國師所騙，協助他解除被眾人封閉的穴道，郭襄再次被金輪國師擄去。
蒙古兵久攻襄陽不下，金輪國師在陣前威脅燒死郭襄，欲迫使郭靖投降。郭靖拒降並誓死頑抗，此時楊過和小龍女現身營救郭襄。原來楊過發現絕情谷底的寒潭另有洞天，小龍女當年墜潭不死後，在寒潭另一面的山谷內生活，更藉服食玉蜂蜜及潭內白魚解除身上劇毒。楊過與小龍女重逢後返回崖上，得知郭襄被擄而前去營救，最後楊過殺死金輪國師救出郭襄。然後，郭芙丈夫耶律齊遭受蒙古軍圍攻，郭芙懇求楊過前去救援，而楊過要求郭芙下跪磕頭，並救出耶律齊，郭芙至此才深深感受到自己對楊過的種種怨恨原來是因為忌妒，並對楊過感到抱歉。後來黃藥師命宋軍佈下二十八宿大陣擊敗蒙軍，楊過更用石頭狙殺領軍親征的蒙古大汗蒙哥。
楊過等人在擊退蒙古軍後，去到華山上見一群小嘍囉進行著「第三次華山論劍」，楊過嚇退他們，並與同伴談論新天下五絕，重訂天下五絕為：“東邪——黃藥師，西狂——楊過，南僧——一燈大師，北俠——郭靖，中頑童——周伯通。”下華山時，遇上少林派覺遠與弟子張君寶向二名蒙古旗下高手瀟湘子及尹克西追討《楞伽經》與《九陽真經》，楊過授予張君寶三招掌法打敗瀟湘子後，攜小龍女告別眾人離去（郭襄及張君寶(張三丰)的事迹在《倚天屠龍記》中續有敘述）。

## 後續發展
作為「射鵰三部曲」的第二部，雖然續作《倚天屠龍記》的主體故事年代已相隔甚遠（《神鵰俠侶》結束在公元1260年，而《倚天屠龍記》的主體故事開始於公元1335年)，但由於《倚天屠龍記》初段有講述郭襄事跡的兩回，而「百年後」的主體故事亦有倒敘提及一些往事，所以大致可得知或推測出一些重要角色的後續故事。
當中兩部真正相隔在於《神鵰俠侶》結束（華山重議五絕之位），直至《倚天屠龍記》開始（郭襄訪少林）的3或4年間（二三版之間有所不同），這時最明顯提到的變故是「這時丘處機逝世已久」，而神鵰末段的襄陽大戰中只是提及他「年老有病，不能起床」而已。
而一度被斷龍石阻隔的古墓也已重開（但不確定是楊過與小龍女分開的16年間，或是楊龍重逢之後發生），郭襄訪古墓時楊過小龍女夫婦外出未歸，但獲他們的侍女招待住宿三日。
至於其他角色，雖然沒逐一明確提及，但由於在郭襄與無色過招展示各人武功時，作者也曾提及黃藥師、一燈、周伯通及瑛姑等名字，並沒刻意指出他們已離世，故推測即使他們年事已高（應已近百歲），但此時仍健在的可能性比較高。
《神鵰俠侶》末段作者曾提及，由於蒙哥大汗戰死沙場，忽必烈因與阿里不哥爭奪汗位，直至多年後才再攻襄陽，而歷史上蒙古在公元1267年開始圍攻襄陽，至公元1273年襄陽失守（而根據《倚天屠龍記》倒敘描述，襄陽幾乎立即失守），所以《神鵰俠侶》結束的公元1260年，至襄陽失守的1273年，這十多年間可說是眾人最後的一段平安歲月。
而根據後來的倒敘，1273年襄陽城破之戰中，各人有確實提及的結局如下：
楊過、小龍女夫婦：後來出場的楊姓黃衫女子極可能是他們的後人；
郭靖、黃蓉夫婦：殉國（終年約70余歲）
郭破虜：隨父母殉國，沒有傳人
郭襄：城破時身在西川，後來出家，開創峨嵋一派
耶律齊、郭芙夫婦：沒明確提及（報紙版後來的丐幫幫主耶律淵如應為其後人，但二版以後已刪除），但所領導的丐幫不似遭受毀滅性打擊
武敦儒、耶律燕夫婦：沒明確提及
武修文、完顏萍夫婦：《倚天屠龍記》中武烈父女為他們後人，並與朱子柳後人（朱長齡）鄰居

## 主要人物
- 楊過——小說男主人公，是《射鵰英雄傳》中楊康與穆念慈（舊版是楊康與秦南琴）之子，俊朗聰明，但出身貧寒，導致性格自卑偏激，時常因為激憤，而衝動行事。嫉惡如仇，年少時反抗名教桎梏，討厭禮教習俗，在愛情與恩義之間掙扎。精通《玉女心經》、全真教的武功、和部分《九陰真經》。後又得北丐洪七公及黃蓉分別傳授打狗棒法的招式及心法；又得東邪黃藥師傳授玉簫劍法和弹指神通；並得西毒歐陽鋒傳授少量蛤蟆功和逆轉經脈的心法，在第一代的天下五絕中，除南帝外可算得上兼習各家，而其本門古墓派的師祖女俠林朝英又是一位武學堪與五絕比肩的高手，楊過可謂盡集當代頂級絕學於一身。遭郭芙斷臂後，以玄鐵劍練成獨孤求敗的劍法，又自創黯然銷魂掌，終卓然成家而臻絕頂高手之境。其後行俠仗義，贏得「神鵰大俠」的名號，武林上下，無論正邪黑白，盡都服膺於其為人而或聽其號令，或視其為知己，或以其為馬首是瞻，「神鵰大俠」儼然為一另類的武林盟主。結尾時成為「新天下五絕」中的「西狂」，與小龍女相偕隱居。
- 小龍女——小說女主人公，古墓派第三代傳人，外貌清麗脫俗、性格封閉矛盾。武功高強，不在天下五絕之下。精通《玉女心經》、雙手互搏和部分《九陰真經》。除長劍外亦慣用獨門軟兵器「白綢金鈴」。奉孫婆婆之命收容少年楊過並授其武藝，兩人日久生情，卻為此情流離江湖、受盡苦楚，後身體被甄志丙（舊版是尹志平）所染指。期間奇遇「中神通」的師弟周伯通，從他學到《雙手互搏》心法而武功大進，足以獨自應付當世一流高手金輪國師。重傷之餘於大石上留字予楊過，十六年後在絕情谷斷腸崖相逢。十六年後與楊過義助郭靖、黃蓉守衛襄陽，成為名揚天下的“神雕俠侶”。第三次華山論劍後，與楊過絕跡江湖。

## 小說回目
全書共四十回，另附一篇後記：
- 第01回　風月無情
- 第02回　故人之子
- 第03回　求師終南
- 第04回　全真門下
- 第05回　活死人墓
- 第06回　玉女心經
- 第07回　重陽遺刻
- 第08回　白衣少女
- 第09回　百計避敵
- 第10回　少年英俠
- 第11回　風塵困頓
- 第12回　英雄大宴
- 第13回　武林盟主
- 第14回　禮教大防
- 第15回　東邪門人
- 第16回　殺父深仇
- 第17回　絕情幽谷
- 第18回　公孫谷主
- 第19回　地底老婦
- 第20回　俠之大者
- 第21回　襄陽鏖兵
- 第22回　危城女嬰
- 第23回　手足情仇
- 第24回　意亂情迷
（新修版改為「驚心動魄」）
- 第25回　內憂外患
- 第26回　神雕重劍
- 第27回　鬥智鬥力
- 第28回　洞房花燭
- 第29回　劫難重重
- 第30回　離合無常
- 第31回　半枚靈丹
- 第32回　情是何物
- 第33回　風陵夜話
- 第34回　排難解紛
- 第35回　三枚金針
- 第36回　獻禮祝壽
（新修版改為「生辰大禮」）
- 第37回　三世恩怨
- 第38回　生死茫茫
- 第39回　大戰襄陽
- 第40回　華山之巔

## 譯本

### 英文
- Return of the Condor Heroes（預計四冊），張菁（Gigi Chang）翻譯，英國出版社Maclehose Press於2023年起陸續出版。[1]

## 其他
- 在82《天龍八部》中飾演段延慶和83《射雕英雄傳》及《神雕俠侶》同時飾演段延慶曾孫的南帝的劉兆銘，在三出電視劇所拍攝的電視劇，均飾演段氏人物。

## 改編作品
《神鵰俠侶》多次被改編為电影、电视剧，亦曾被改編為動畫、舞台劇及電腦遊戲。

### 電影
- 1960年，《神鵰俠侶》，共4集，香港峨嵋電影公司，導演李化，編劇朱克，謝賢飾楊過，南紅飾小龍女／陸無雙，林蛟飾郭靖，陳惠瑜飾黃蓉，梁醒波飾周伯通，梁素琴飾李莫愁，石堅飾金輪法王，姜中平飾霍都，江雪飾公孫綠萼，司馬華龍飾尹志平，羅蘭飾洪凌波，黎小田飾（童年時代）楊過，王愛明飾（童年時代）陸無雙

- 1982年，《神鵰俠侶》，香港邵氏公司，傅聲飾楊過，郭追飾郭靖，黃淑儀飾黃蓉，龍天翔飾楊康，林秀君飾穆念慈，文雪兒飾郭芙，錢小豪飾武修文，江生飾霍都，鹿峰飾趙志敬，詹森飾柯鎮惡

- 1983年，《楊過與小龍女》，香港邵氏公司，導演華山，張國榮飾楊過、楊康，翁靜晶飾小龍女，陳觀泰飾郭靖，劉雪華飾黃蓉，恬妮飾李莫愁，顧冠忠飾霍都，孫建飾丘處機，王力飾趙志敬，侯炳瑩飾郭芙，龍天翔飾金輪法王

### 網路電影
- 2025年，《神鵰俠侶：問世間》，中國北京淘梦网络科技，導演林珍钊，赵华为飾楊過，王梓莼飾小龍女，罗嘉良飾郭靖，陈紫函飾黃蓉，梁小龙飾欧阳锋，付美飾李莫愁，释彦能飾金輪法王，李子雄飾丘处机

### 衍生劇
- 1990年，《劍魔獨孤求敗》，20集，香港無線，監製莊偉建，黃日華飾獨孤求敗，文雪兒飾柳傲霜，邵美琪飾冷紫嫣，吳岱融飾白承忠
- 2014年，《抗倭俠侶》，30集，中國北京熱麥國際傳媒，金珈飾杨天纵（楊過後人），洪雁飾郭向梅，白雨飾张若娴，谢苗飾疯五

### 電視劇
| 年份       | 1976年                  | 1983年                  | 1984年                         | 1995年                                 | 1998年                  | 1998年                    | 2006年                              | 2014年                  | 20xx年                  |
| 名稱       | 神鵰俠侶                | 神鵰俠侶                | 神鵰俠侶                       | 神鵰俠侶                               | 神鵰俠侶                | 神鵰俠侶                  | 神鵰俠侶                            | 神鵰俠侶                | 新神鵰俠侶              |
| 製作公司   | 佳藝電視                | 無綫電視                | 中國電視公司 永真電視電影      | 無綫電視                               | 新傳媒電視              | 台灣電視公司 楊佩佩工作室 | 慈文影視                            | 華夏視聽 于正工作室       | 企鵝影視 盛夏星空傳媒   |
| 地區       | 香港                    | 香港                    | 臺灣                           | 香港                                   | 新加坡                  | 臺灣                      | 中國大陸                            | 中國大陸                | 中國大陸                |
| 集數       | 59集                    | 50集                    | 17集                           | 32集                                   | 40集                    | 47集                      | 41集                                | 52集                    | 50集                    |
| 監製       | 蕭笙                    | 蕭笙                    | 周遊 （製作人）                | 李添勝                                 | 區玉盛 馬玉輝           | 楊佩佩 （製作人）         | 張紀中 （製片人）                   | 正 （製作人）           | 譚君平 （製作人）       |
| 角色       | 演員                    | 演員                    | 演員                           | 演員                                   | 演員                    | 演員                      | 演員                                | 演員                    | 演員                    |
| 楊過       | 羅樂林 （童年：徐家霖） | 劉德華 （童年：馮志豐） | 孟飛 （童年：郭惠文）          | 古天樂                                 | 李銘順 （童年：蔡議緯） | 任賢齊                    | 黃曉明 （童年：小叮噹）             | 陳曉 （童年：吴磊）     | 佟夢實 （童年：蘆展翔） |
| 小龍女     | 李通明                  | 陳玉蓮                  | 潘迎紫                         | 李若彤                                 |                         | 吳倩蓮                    | 劉亦菲                              | 陳妍希 （童年：張籽沐） | 毛曉慧                  |
| 郭靖       | 白彪                    | 梁家仁                  | 向雲鵬 張漢伯                  | 白彪                                   | 朱厚任                  | 孫興                      | 王洛勇                              | 鄭國霖                  | 邵兵                    |
| 黃蓉       | 米雪                    | 歐陽佩珊                | 海蓉                           | 魏秋樺                                 | 何咏芳                  | 夏文汐 配音：李映淑       | 孔琳                                | 楊明娜                  | 龔蓓苾                  |
| 郭芙       | 林巧兒                  | 廖安麗                  | 林靈 （童年：吳雨潔）          | 傅明憲                                 | 陳秀麗 （童年：何思賢） | 季芹                      | 陳紫函 （童年：陳安妮）             | 毛曉彤 （童年：蒋依依） | 涂冰                    |
| 郭襄       | 林欣欣                  | 黃曼凝                  | 應曉薇                         | 李綺虹                                 | 林湘萍                  | 六月                      | 楊冪                                | 張雪迎                  | 文淇                    |
| 李莫愁     | 張敏婷                  | 呂有慧                  | 趙天麗                         | 嚴慧明                                 | 潘玲玲                  | 陳紅 配音：陈惠卿         | 孟廣美                              | 張馨予                  | 毛林林                  |
| 黃藥師     | 唐龍                    | 曾江                    | 姜大川                         | 駱應鈞                                 | 陈澍城                  | -                         | 于承惠                              | 李銘順                  | 方中信                  |
| 歐陽鋒     | 楊澤霖                  | 楊澤霖                  | 李志堅                         | 朱鐵和                                 | 劉謙益                  | 李立群                    | 翟乃社                              | 宗峰岩                  | 申軍誼                  |
| 段智興     | 鍾志強                  | 劉兆銘                  | 初本科                         | 黎漢持                                 | 梁田                    | -                         | 王衛國                              | 季晨                    | 湯鎮宗                  |
| 洪七公     | 陳非龍                  | 劉丹                    | 孫榮吉 呂復寶                  | 劉丹                                   | 楊越                    | 梁家仁 配音：沈光平       | 大力                                | 印小天                  | 李天柱                  |
| 周伯通     | 秦煌                    | 秦煌                    | 龍冠武                         | 黎耀祥                                 | 麥皓為                  | -                         | 趙亮                                | 周德華                  | 柳小海                  |
| 丘處機     | 麥天恩                  | 夏雨                    | 茅靜順                         | 郭德信                                 | 李海杰                  | 潘虹                      | 陳繼銘                              | 沈保平                  | 刘东浒                  |
| 尹志平     | 陳耀林                  | 鄺佐輝                  | 趙學煌                         | 陳啟泰                                 | 林偉文                  | 李志希                    | -                                   | -                       | -                       |
| 甄志丙     | -                       | -                       | -                              | -                                      | -                       | -                         | 程皓楓                              | 宋洋                    | 劉碩                    |
| 趙志敬     | 曾江                    | 甘國衛                  | 唐富雄                         | 戴志偉                                 | 梁維東                  | 岳躍利                    | 劉乃藝                              | 王茂蕾                  | 戚雲鵬                  |
| 金輪法王   | 鄭雷                    | 張雷                    | 王圻生                         | 劉家輝                                 | 鄭各評                  | 高捷 配音：王希華         | 巴音                                | 黑子                    | 宗峰岩                  |
| 霍都       | 張力                    | 湯鎮業                  | 宋憲宏                         | 魯振順                                 | 沈傾掞                  | 黑子                      | 高虎                                | 張天陽                  | 亓航                    |
| 公孫止     | 曹達華                  | 許紹雄                  | 張杰 關宏                      | 張翼                                   | 黄世南                  | 徐少強 配音：康殿宏       | 鍾鎮濤                              | 邱心志                  | 于波                    |
| 裘千尺     | 韓國材 （少女：魏秋樺） | 羅蘭                    | 陳志珍                         | 羅蘭                                   | 朱秀鳳                  | 閻青妤                    | 李明 （少女：傅淼）                 | 張茜                    | 桃陶                    |
| 程英       | 胡茵茵                  | 王愛明                  | 林秀君                         | 張可頤                                 | 宋清清 （童年：陳曉晴） | 朱晏                      | 王嘉 （童年：王佳怡）               | 趙韓櫻子 （童年：柴蔚） | 王藝霏                  |
| 陸無雙     | 覃恩美                  | 陳復生                  | 貝心瑜 （童年：劉香君）        | 簡佩筠                                 | 陳毓芸 （童年：鄭欣兒） | 劉孜                      | 楊蕊                                | 孫耀琦 （童年：胡顺儿） | 趙珞然                  |
| 公孫綠萼   | 鄭裕玲                  | 朱小寶                  | 傅娟 湯惠珍                    | 蘇玉華                                 | 沈依靈                  | 董曉燕                    | 傅淼                                | 邬靖靖                  | 梁寶羚                  |
| 公孫止情婦 | -                       | -                       | -                              | 梁雪湄 （柔兒）                        | -                       | -                         | 佚名                                | -                       | -                       |
| 武敦儒     | 黃錫光                  | 李樹佳                  | 孫曉威 孟家德 （童年：徐家偉） | 吳家輝                                 | 黃友祥 （童年：王瑞顯） | 姬晨牧                    | 王寧 （童年：陳亞倫）               | 张超 （童年：张逸杰）   | 劉蒲元                  |
| 武修文     | 程思俊                  | 麥子雲                  | 林智洋 （童年：謝慶俊）        | 李家強                                 | 黃國良 （童年：林炳鋆） | 劉肖                      | 趙錦濤 （童年：葉其樂）             | 韩东君 （童年：方洋飞） | 陳宣銘                  |
| 耶律齊     | 梁小龍                  | 任達華                  | 周麟 李安順                    | 詹秉熙                                 | 姚玟龍                  | 塗松岩                    | 趙鴻飛                              | 張哲瀚                  | 王青                    |
| 耶律燕     | 陳玉薇                  | 胡美儀                  | 牛顏容                         | 蔡雲霞                                 | 徐琪                    | -                         | 饒敏                                | 马樱桥                  | 童靜                    |
| 完顏萍     | 黎詩敏                  | 黃敏儀                  | 王玉環                         | 何潔珊                                 | 劉鈴鈴                  | -                         | 孫鋰華                              | 王雙                    | 王子琦                  |
| 武三通     | 秦沛                    | 馬宗德                  | 何威雄 薛彰文                  | 劉江                                   | 嚴丙量                  | -                         | 李中華                              | 赵鲲鹏                  | 郭宏傑                  |
| 朱子柳     | 李國強                  | 羅偉平                  | -                              | 何浩源                                 | 傅友明                  | -                         | 穆立新                              | 李易霖                  | 潘彥霖                  |
| 馮默風     | 劉鶴年                  | 高雄                    | -                              | 李國麟                                 | 王冠龍                  | -                         | 黑子                                | 侯京健                  | -                       |
| 傻姑       | 陳玉薇                  | 陳安瑩                  | 林鳳琴                         | 陳安瑩                                 | 黃淑韻                  | -                         | 黃小蕾                              | 郭昱含                  | 康琳浠                  |
| 陸冠英     | 張鴻昌                  | 吳孟達                  | -                              | 梁健平                                 | -                       | 張熙                      | 王九勝                              | 羿坤                    | 鐘鳴                    |
| 柯鎮惡     | 溫 泉                   | 江毅                    | 魏一平                         | 江毅                                   | 唐琥                    | -                         | 馬傑林                              | 邓立民                  | 王道                    |
| 馬鈺       | 湯錦棠                  | 張英才                  | -                              | -                                      | -                       | 於文仲                    | 李軍                                | -                       | -                       |
| 劉處玄     | -                       | -                       | -                              | 區嶽                                   | -                       | -                         | 高明庫                              | -                       | 高梓剛                  |
| 王處一     | 劉鶴年                  | 梁少狄                  | 李魁                           | 孫季卿                                 | 邬伟强                  | -                         | 蘇茂                                | -                       | 陳立唯                  |
| 郝大通     | 劉江                    | 鄭藩生                  | 謝見文                         | 蔡國慶                                 | 余家伦                  | -                         | 劉丕中                              | -                       | 王斌                    |
| 孫不二     | -                       | 程可為                  | 王海蘭                         | 廖麗麗                                 | 林茹萍                  | -                         | 孫曉燕                              | -                       | 畢玉                    |
| 孫婆婆     | 韓國材                  | 余慕蓮                  | 陳志增                         | 馮素波                                 | 曾思佩                  | 常汝言                    | 李明啟                              | 邵敏                    | 劉洋                    |
| 洪凌波     | 江可欣                  | 陳玉麟                  | 鄭亞雲                         | 李桂英                                 | 許美鑾                  | 萬寧                      | 趙丹丹                              | 曹馨月                  | 謝真                    |
| 劉瑛       | -                       | 曾慶瑜                  | 張家惠                         | 馬海倫                                 | 朱玉叶                  | -                         | 梁丽                                | 張萌                    | 劉庭羽                  |
| 裘千仞     | 唐廸                    | 石堅                    | 程清                           | 鄭雷                                   | 葉世品                  | -                         | 呂士剛                              | 李世鵬                  | 王大宇                  |
| 天竺神僧   | 凌漢                    | 何璧堅                  | 解文斗                         | 簡文達                                 | Mohan Sachdev           | -                         | -                                   | 侯江龍                  | 白東風                  |
| 點蒼漁隱   | -                       | 焦雄                    | -                              | -                                      | 黃欽德                  | -                         | -                                   | -                       | 呂文軍                  |
| 武三娘     | 張靜宜                  | 上官玉                  | 孫嘉琳                         | 李麗麗                                 | 丁嵐                    | -                         | -                                   | 張雅萌                  | -                       |
| 魯有腳     | 李樹芬                  | 陳狄克                  | 傅明                           | 虞天偉                                 | 陳國華                  | 王彪                      | 張衡平                              | 王禹錚                  | 袁珉                    |
| 彭長老     | -                       | 曹濟                    | -                              | -                                      | -                       | -                         | -                                   | -                       | 楊均                    |
| 梁長老     | 方舟                    | -                       | -                              | 吕劍光                                 | -                       | -                         | -                                   | 楊光                    | 杜秀軍                  |
| 何師我     | -                       | -                       | -                              | 梁欽祺                                 | -                       | -                         | 朱磊                                | 孫信宏                  | -                       |
| 達爾巴     | 吳明才                  | 劉國誠                  | 馮凱                           | 黃仲匡                                 | 楊添福                  | 趙毅                      | 周剛                                | 李龍                    | 魯樹枰                  |
| 瀟湘子     | 周江                    | 林偉健                  | 葉雲琰                         | 關菁                                   | 鄭文                    | -                         | 洋光                                | 阮偉旌                  | 牟凱凱                  |
| 尹克西     | 何少雄                  | 譚炳文                  | -                              | 張鴻昌                                 | -                       | -                         | 修革                                | 肜耀忠                  | 王九勝                  |
| 尼摩星     | 湯錦棠                  | 黃志偉                  | -                              | 李子奇                                 | 鍾樹榮                  | -                         | 張振勇                              | 杨珑                    | 李易城                  |
| 馬光佐     | 李銓勝                  | 陳國權                  | -                              | 駿雄                                   | -                       | -                         | 張伸                                | 康磊                    | 許占偉                  |
| 樊一翁     | 李全厚                  | 韓國材                  | -                              | 鄭家生                                 | 戴鵬                    | -                         | 張寄蝶                              | 胡蒲                    | 王沛䘵                  |
| 陸展元     | 馮淬帆                  | 陳欣健                  | -                              | 李子雄                                 | -                       | 徐少強 配音：康殿宏       | 胡東                                | 陈翔                    | -                       |
| 何沅君     | 魏秋樺                  | 寇鴻萍                  | -                              | 張延                                   | -                       | 烏倩倩                    | -                                   | 鄧莎                    | -                       |
| 陸立鼎     | 馮淬帆                  | 萬梓良                  | 王復室                         | -                                      | 李南星                  | -                         | 周浩東                              | -                       | -                       |
| 陸二娘     | 黃文慧                  | 森森                    | -                              | -                                      | 郑惠玉                  | -                         | -                                   | -                       | -                       |
| 王重陽     | 鮑漢琳                  | 李龍基                  | -                              | 李耀敬                                 | -                       | -                         | 郭軍                                | 嚴屹寬                  | 盧易辰夫                |
| 林朝英     | 丁櫻                    | 關菊英                  | -                              | 馮曉文                                 | -                       | -                         | 于婷                                | 董璇                    | 蘇青                    |
| 穆念慈     | -                       | -                       | -                              | -                                      | -                       | 劉家                      | -                                   | 趙麗穎                  | -                       |
| 耶律楚材   | 方舟                    |                         | 王昌熾                         | 陳中堅                                 | 黃開道                  | -                         | 張紀中                              | 孟飛                    | -                       |
| 蒙哥       | -                       | 威利                    | -                              | 溫文英                                 | -                       | -                         | 劉魁                                | 謝寧                    | -                       |
| 忽必烈     | 凌漢                    | 葉天行                  | 謝屏楠 張泰倫                  | 黃智賢                                 | 吳開深                  | -                         | 袁苑                                | 朱梓驍                  | -                       |
| 郭破虜     | 甄懋強                  | 潘宏彬                  | 朱建都                         | 吳家樂                                 | 何志健                  | -                         | 錢博                                | 崔政邦                  | 章煜奇                  |
| 呂文德     | 胡宏達                  | 馬慶生                  | -                              | 譚一清                                 | -                       | -                         | 李虎                                | -                       | -                       |
| 李志常     | -                       | 駱應鈞                  | 林光進                         | 鄧汝超                                 | 陳富健                  | -                         | 李遠                                | 邢琪琦                  | 路順                    |
| 崔志方     | 麥子雲                  | 李揚道                  | －                             | 戴少民                                 | －                      | -                         | －                                  | -                       | 王翰                    |
| 王志坦     | 伍國成                  | -                       | -                              | 郭卓樺                                 | 金鋒                    | -                         | 孟洪剛                              | -                       | 常晉                    |
| 申志凡     | -                       | -                       | -                              | 薛純基                                 | -                       | -                         | 周仲                                | 丁宇辰                  | 張景倫                  |
| 鹿清篤     | -                       | 龍天生                  | 高昇                           | 羅君左                                 | -                       | -                         | 田重                                | -                       | 李展                    |
| 姬清虛     | -                       | 何廣倫                  | -                              | 黄煒林                                 | -                       | -                         | 王麗舟                              | -                       | 羅慧禹                  |
| 皮清玄     | -                       | 林文偉                  | -                              | 王維德                                 | -                       | -                         | 胡志勇                              | -                       | 田宸                    |
| 百草仙     | -                       | -                       | -                              | 麥嘉倫                                 | -                       | -                         | 任舞                                | 于效辰                  | 劉俊良                  |
| 人廚子     | 林源                    | 徐廣林                  | 馮凱                           | 黄天鐸                                 | -                       | -                         | 童建剛                              | 史振龍                  | 殷志偉                  |
| 狗肉頭陀   | 馮敬文                  | -                       | -                              | 石云                                   | -                       | -                         | 任茂成 （黑脸大汉）                 | -                       | -                       |
| 藍天和     | -                       | -                       | -                              | -                                      | -                       | -                         | 張金爽                              | -                       | -                       |
| 聖因師太   | -                       | -                       | -                              | 于楓                                   | -                       | -                         | 鄢博雅                              | 譚琍敏                  | 夏小帆                  |
| 青靈子     |                         | -                       | -                              | -                                      | -                       | -                         | 魏炳華                              | -                       | -                       |
| 黄一炮     | 趙國慶 （轟天雷）       | -                       | -                              | -                                      | -                       | -                         | -                                   | -                       | -                       |
| 史家兄弟   | 馬宗德、何漢洲          | -                       | -                              | 梁明華、陳永欣、戴耀明、陸希揚、何掌恩 | -                       | -                         | 陶吉新 、王秀强、王維楨、伍松、楊建 | -                       | -                       |
| 煞神鬼     | -                       | -                       | -                              | 朱樂輝                                 | -                       | -                         | -                                   | -                       | -                       |
| 大頭鬼     | -                       | -                       | -                              | 鄧煜榮                                 | -                       | -                         | 許敬義                              | -                       | -                       |
| 紅俏鬼     | -                       | -                       | -                              | 劉桂芳                                 | -                       | -                         | 葉一茜                              | -                       | -                       |
| 無常鬼     | -                       | -                       | -                              | 許實賢                                 | -                       | -                         | -                                   | -                       | -                       |
| 宋德方     | -                       | -                       | -                              | 陳展鵬                                 | -                       | -                         | -                                   | -                       | -                       |
| 炭頭       | -                       | -                       | -                              | 伍文生                                 | -                       | -                         | -                                   | -                       | -                       |
| 長竺僧     | -                       | -                       | -                              | 關鍵                                   | -                       | -                         | -                                   | -                       | -                       |

### 動畫
《神鵰俠侶》（2003年）由日本動畫公司及翡翠動畫製作，共三部；第二、三部由翡翠動畫独立完成。

### 漫畫
- 1998年由黃展鳴主筆的新加坡漫畫《神雕俠侶》，遠方出版社出版。
- 由黃玉郎主編、胡紹權主筆和鄺志德監製的香港漫畫《神雕俠侶》，玉皇朝出版。

### 粵劇
粵劇折子戲《絕情谷底俠侶情》改編自絕情谷一段，作者撰曲是陳錦榮女士。

### 舞台劇
| 劇名     | 首演年份 | 主辦單位   | 編舞   | 飾演演員 | 飾演演員 |
| 劇名     | 首演年份 | 主辦單位   | 編舞   | 楊過     | 小龍女   |
| -------- | -------- | ---------- | ------ | -------- | -------- |
| 神鵰俠侶 | 2009年   | 香港舞蹈團 | 梁國城 | 劉迎宏   | 蘇 淑    |

### 廣播劇
1982年，香港電台戲劇組製作《神鵰俠侶》廣播劇，合共103集，於1982年6月7日至1982年10月27日，星期一至五上午《金庸武俠天地》時段內播出。
製作
監製：李安求
編導：曾永強
改編：楊敏、陳炳球
聲演
李學斌飾楊過
楊麗仙飾小龍女
丁茵飾李莫愁
鍾偉明飾郭靖
尹芳玲飾黃蓉
姚秀鈴飾郭芙
朱曼子飾郭襄、耶律燕
車森梅飾陸無雙
何錦華飾程英
譚翠蓮飾公孫綠萼、洪凌波、完顏萍
趙碧蓉飾耶律燕
馮天行飾尹志平
余世騰飾趙志敬

### 電腦遊戲
- 智冠《神鵰俠侶》 - 1997年
- 昱泉《新神鵰俠侶》 - 2000年

### 惡搞
1990年《肥肥繽紛三十年》中的《神經俠侶》超肥版
盧海鵬 飾 楊過
沈殿霞 飾 小龍女
李香琴 飾 尹志平/尹志強
李麗蕊 飾 儍姑
林建明 飾 郭芙
麥麗虹 飾 李莫愁
賈思樂 飾 金輪法王
2014年的鄉土劇《世間情》的片段
鍾偉哲（林佑星）飾楊過
謝白雪（璟宣）飾小龍女

## 參看
- 金庸筆下武功列表
- 金庸筆下兵器列表
- 金庸筆下門派列表
- 神鵰俠侶角色列表
- 武俠小說